# Västmanlands runinskrifter 17
Västmanlands runinskrifter 17, Vs 17, är en vikingatida runsten av granit i Råby, Tortuna socken och Västerås kommun. Runstenen är 1,4 meter hög och 0,6 meter bred. Runhöjden är 4-8 centimeter. På mitten av ristningen finns en bild av skepp. Det är den enda avbildning av ett skepp som förekommer på en västmanländsk runsten. Skeppbilder förekommer emellertid på en del uppländska runstenar till exempel U 979, U 1001 och U 1052.

## Inskriften
Translitterering av runraden:
holmste[n] : let : resa : mer[ki : eftir : tifrit : gonu : sina : ok : iftir] : sik : selfan :
Normalisering till runsvenska:
Holmstæinn let ræisa mærki æftiʀ Tiðfrið, konu sina, ok æftiʀ sik sialfan.
Översättning till nusvenska:
Holmsten lät resa minnesmärket efter Tidfrid, sin hustru, och efter sig själv.